# Пойпу (Гаваї)
Пойпу (англ. Poipu) — переписна місцевість (CDP) в США, в окрузі Кауаї штату Гаваї. Населення — 1299 осіб (2020).

## Географія
Пойпу розташований за координатами 21°53′30″ пн. ш. 159°27′33″ зх. д. / 21.89167° пн. ш. 159.45917° зх. д. (21.891538, -159.459087).  За даними Бюро перепису населення США в 2010 році переписна місцевість мала площу 7,48 км², з яких 6,65 км² — суходіл та 0,83 км² — водойми.

## Демографія
Згідно з переписом 2010 року, у переписній місцевості мешкало 979 осіб у 447 домогосподарствах у складі 287 родин. Густота населення становила 131 особа/км².  Було 1588 помешкань (212/км²).
Расовий склад населення:
| - 65,9 % — білих - 13,7 % — азіатів - 4,3 % — вихідців з тихоокеанських островів - 0,2 % — корінних американців - 0,2 % — чорних або афроамериканців |

До двох чи більше рас належало 14,9 %. Частка іспаномовних становила 8,2 % від усіх жителів.
За віковим діапазоном населення розподілялося таким чином: 16,5 % — особи молодші 18 років, 58,2 % — особи у віці 18—64 років, 25,3 % — особи у віці 65 років та старші. Медіана віку мешканця становила 53,3 року. На 100 осіб жіночої статі у переписній місцевості припадало 103,1 чоловіків;  на 100 жінок у віці від 18 років та старших — 101,2 чоловіків також старших 18 років.
Середній дохід на одне домашнє господарство  становив 94 028 доларів США (медіана — 70 234), а середній дохід на одну сім'ю — 119 648 доларів (медіана — 96 250). Медіана доходів становила 68 194 долари для чоловіків та 41 736 доларів для жінок. За межею бідності перебувало 8,9 % осіб, у тому числі 3,4 % дітей у віці до 18 років та 5,3 % осіб у віці 65 років та старших.
Цивільне працевлаштоване населення становило 498 осіб. Основні галузі зайнятості: мистецтво, розваги та відпочинок — 17,7 %, освіта, охорона здоров'я та соціальна допомога — 15,3 %, роздрібна торгівля — 11,0 %, фінанси, страхування та нерухомість — 10,4 %.